# Рудинка (приток Руи)
Рудинка — река (ручей) в России, протекает в Сланцевском районе Ленинградской области. На берегу ручья стоят деревни: Пустынька, Рудно и Гусева Гора. Устье ручья находится в 24 км по правому берегу реки Руи в деревне Гусева Гора. Длина ручья составляет 10 км.

## Данные водного реестра
По данным государственного водного реестра России относится к Балтийскому бассейновому округу, водохозяйственный участок реки — Нарва. Относится к речному бассейну реки Нарва (российская часть бассейна).
Код объекта в государственном водном реестре — 01030000412202000027295.